# نیکیتا آریا
نیکیتا آریا (انگلیسی: Nikita Aria) مدل، بازیگر، مجری و رقصنده اهل کشور هند است.

## فیلم‌شناسی
| سال  | نام فیلم   | نکات                                    |
| ---- | ---------- | --------------------------------------- |
| ۱۹۹۸ | سوارناموکی | حضور ویژه                               |
| ۱۹۹۸ | شعر عشق    |                                         |
| ۲۰۰۰ | هی رام     | حضور ویژه در فیلم به کارگردانی کمال حسن |
| ۲۰۰۶ | دو         |                                         |